# Edward Lubowski
Edward Lubowski, znany pod pseudonimem Krut-Bolej (ur. 19 marca 1837 w Krakowie zm. 17 maja 1923 w Warszawie) – polski dramatopisarz, przedstawiciel nurtu pozytywistycznego. Należał do najwybitniejszych polskich komediopisarzy okresu pozytywizmu.

## Życiorys

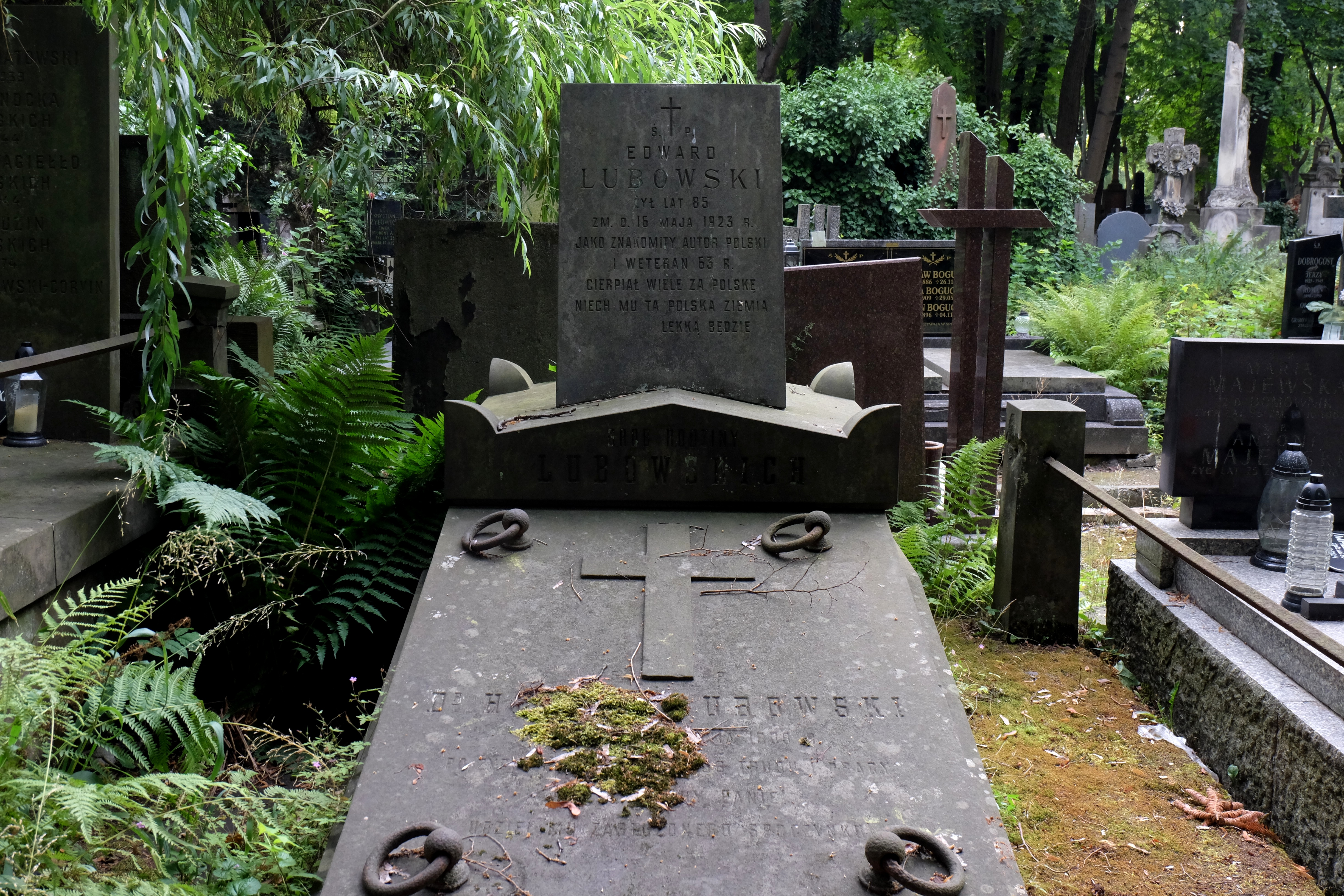
Grób Edwarda Lubkowskiego na cmentarzu Powązkowskim w Warszawie

Ukończył gimnazjum w Krakowie i studiował na Uniwersytecie Jagiellońskim. Uczestniczył w patriotycznych kółkach studenckich. Był również uczestnikiem powstania styczniowego jako adiutant Mariana Langiewicza.
Należał do najwybitniejszych polskich komediopisarzy okresu pozytywizmu.
Pod wpływem komedii Moliera, Picarda i Scribe’a stworzył: Pewność siebie (1858), Kariery (1862), Żony uczonych (1866), Ubodzy w salonie (1867) i in. Później dostał się w krąg wpływów Dumasa syna, tworząc sztuki z tezą: Gonitwy (1874), Przesądy (1876), My się kochamy (1887), Monsieur Blaise (1892), Światowe rozrywki (1899) i Pogodzeni z losem (1876), która była najlepsza pod względem historycznym.
Odrębne miejsce zajmuje w tej twórczości dramat charakterów Żyd (1868) i komedia charakterów Nietoperze (1874). Później tworzył również farsy: Nie wszystko złoto... (1901) i in., oraz jednoaktowe bluetki (Dzień Wigilii, Kiedyż obiad?, Kto to?). Pod wpływem Ibsena napisał Bawidełko (1891) i Królewicza (1895), a w stylu Zoli Sąd honorowy (1876). Był także autorem komedii o tematyce społecznej i obyczajowej: Nietoperze (1878), Jacuś (1884).
Przyswoił teatrowi polskiemu wiele utworów scenicznych: Augiera, Musseta, Nikolaya, Paillerona, Szekspira, Bjørnsona (Bankructwo, Nowożeńcy). Wydał powieści Aktorka (1871), Cichy Janek i głośny Franek (1879), Co się stało w małym miasteczku (1867), Silni i słabi (1865), Skąpiec, Wierzące dusze (1864).
Przez długie lata Edward Lubowski był recenzentem teatralnym „Bluszczu”, „Tygodnika Ilustrowanego”, „Biblioteki warszawskiej”, „Kuriera Warszawskiego”. Napisał również wiele artykułów z innych dziedzin, zwłaszcza z zakresu historii. Tłumaczył Szekspira, pisał powieści o tematyce mu współczesnej. Spisał także swoje wspomnienia.
Na temat Lubowskiego Ignacy Schreiber napisał Lubowskiego (1929).
2 maja 1924 został odznaczony Krzyżem Kawalerskim Orderu Odrodzenia Polski „za zasługi, położone w walce o niepodległość Polski w powstaniu 1863 r.”.
Pochowany na Starych Powązkach w Warszawie (kwatera 74-1-23/24).